# Raquel Varela
Raquel Varela   (Cascais, 15 d'octubre de 1978) és una historiadora, investigadora i professora universitària portuguesa. Especialista en temes relacionats amb el món i el dret laboral, es va donar a conèixer al gran públic per les seves obres publicades sobre la Revolució dels Clavells i per la participació en programes sobre notícies d'actualitat a Rádio e Televisão de Portugal.